# Baía de Santos
Baía de Santos är en vik i Brasilien.   Den ligger i delstaten São Paulo, i den sydöstra delen av landet, 900 kilometer söder om huvudstaden Brasília.